# 布萊登伯勒 (北卡羅萊納州)
布萊登伯勒（英語：Bladenboro）是一個位於美國北卡羅萊納州布拉登縣的城鎮。

## 人口
根據2020年美國人口普查的數據，布萊登伯勒的面積為5.74平方千米，皆為陸地。當地共有人口1648人，而人口密度為每平方千米287人。